# Nessa (Alta Córsega)
Nessa é uma comuna francesa na região administrativa de Córsega, no departamento da Alta Córsega. Estende-se por uma área de 5,86 km². 